# 斯帕西克 (索斯尼齊亞區)
51°33′30″N 32°37′15″E / 51.55833°N 32.62083°E
斯帕西克（烏克蘭語：Спаське），是烏克蘭北部的村莊，隸屬切爾尼希夫州的科留基夫卡區。該村面積2.22平方公里，海拔高度121米，2001年人口559，人口密度每平方公里251.8人。